# Saponatura
La saponatura, nella tintura delle fibre cellulosiche con coloranti reattivi, è l'ultima fase di questa metodologia tintoriale. La saponatura ha lo scopo di eliminare il colore reattivo idrolizzato e quindi non fissato con il legame covalente al supporto tessile. La saponatura si esegue in ambiente acquoso a pH neutro o leggermente acido con l'utilizzo di specifichi tensioattivi alla temperatura di 98 °C. Nel caso di tinture molto scure a volte è necessaria una doppia saponatura.